# Cold Spring (Nowy Jork)
Cold Spring – wieś w Stanach Zjednoczonych, w stanie Nowy Jork, w hrabstwie Putnam.